# Nimfa
|  | Aquest article tracta sobre figures de la mitologia grega. Vegeu-ne altres significats a «Nimfa (desambiguació)». |

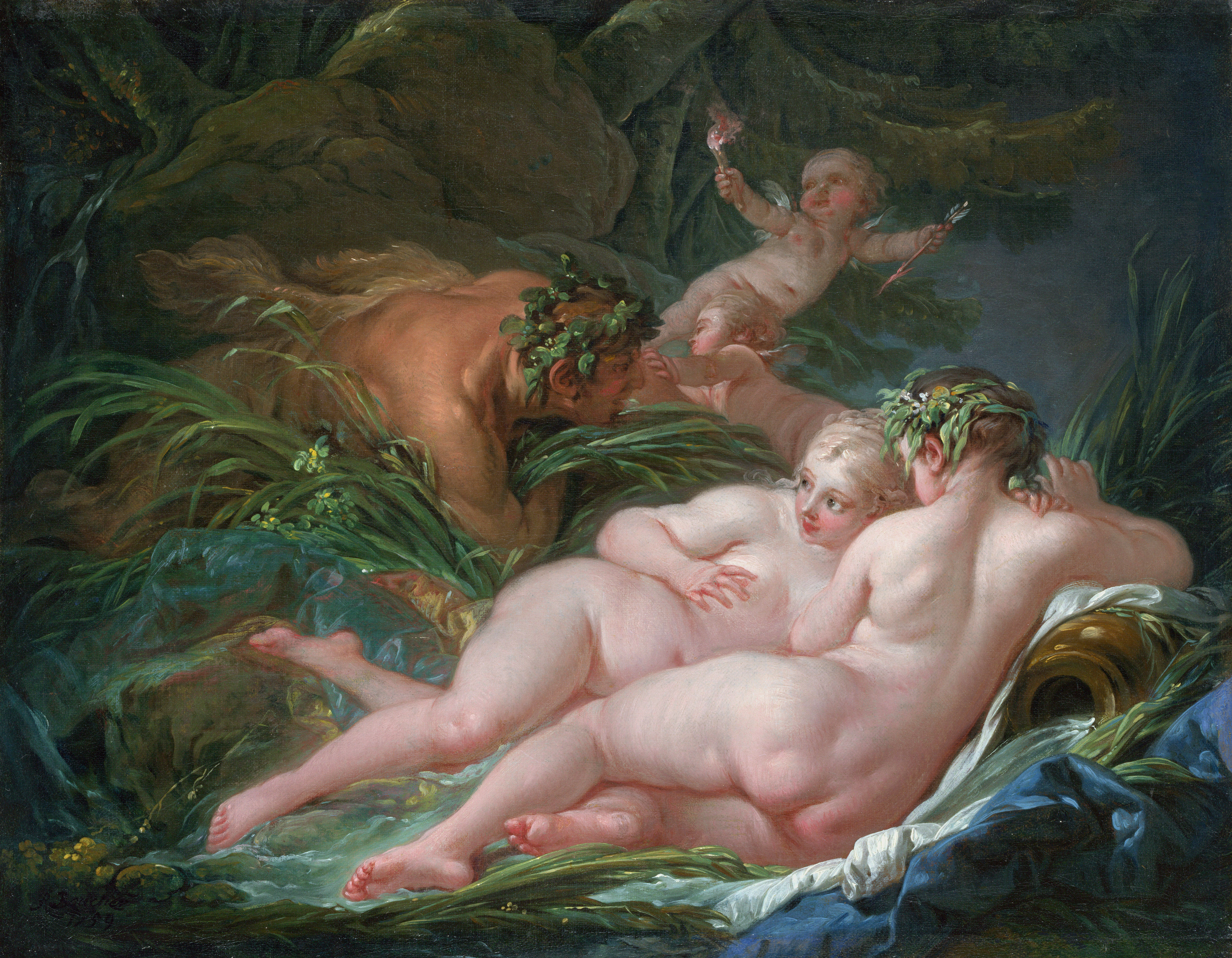
Pan i Siringa.

Les nimfes (Νύμφαι) són divinitats de la natura de la mitologia grega i la mitologia romana venerades com a genis femenins de les fonts, dels mars (nereides), dels rius i dels llacs (nàiades), dels boscos (dríades), i de les muntanyes (orèades). També se les anomena oceànides.
Benignes als mortals, dels quals no desdenyaven l'amor, el seu culte se celebrava a l'aire lliure o en uns santuaris petits anomenats nimfeus. En la mitologia romana foren identificades amb les camenes.
A l'època homèrica es consideraven filles de Zeus i divinitats secundàries a les que s'adreçaven les pregàries i que podien arribar a ser temibles. Habitaven en grutes i passaven el temps cantant i filant. Sovint participaven en el seguici d'una gran divinitat, sobretot d'Àrtemis, o acompanyaven una altra nimfa de més categoria, com ara les nimfes serventes de Calipso o de Circe.
Sovint apareixen com les dones d'un heroi epònim d'una ciutat o d'un país, com en la llegenda d'Egina i Èac o la de Taígete. També intervenen en els mites amorosos, com Dafne, Eco, o Cal·listo. Els seus amants habituals són forces masculines de la natura, com ara Pan, els sàtirs o Príap. Els grans déus no rebutgen els seus favors, i s'uneixen a Zeus, a Apol·lo, a Hermes i a Dionís. De vegades s'enamoren i rapten nois joves, com Hilas.

## Classes de nimfes
Les nimfes estan dividides en dues grans classes: les que són considerades divinitats menors, i les que personificaven tribus, races o estats.
Les primeres es divideixen en:
1. Nimfes de l'aigua: de l'oceà; dels rius, i les fonts, com les nàiades, les Oceànides (Ωκεανιδες) i les nereides.
2. Nimfes de les muntanyes i coves (Orèades Ὀροδεμνιάδες o Ὀρειάδες)
3. Nimfes de boscos, gorgues i encanyissades (Ἀλσηΐδες, Ὁληωροί, Αὐλωνιάδες, i Ναπαῖαι)
4. Nimfes dels arbres (Dríades Δρυάδες, Ἁμαδρυάδες o Ἁδρυάδες)

Les segones agafaven generalment el nom d'allò que representaven

## Llista de nimfes
| - Acco - Adrateia - Aganipe - Apies - Aretusa - Calipso | - Cal·lírroe - Cal·listo - Castàlia - Cercira - Clímene - Despina | - Dione - Èfira - Equidna - Egèria - Esmílace - Estrimo | - Idia - Ismene - Juturna - Lara - Liríope - Lotis | - Mèlia - Mídia - Siringa - Tebé - Tetis |